# Distrito de Ocoruro
El distrito de Ocoruro es uno de los ocho que conforman la provincia de Espinar, ubicada en el departamento del Cuzco en el Sur del Perú. 
Limita por el Norte con los distritos de Yauri y Pallpata; por el Oeste, con la provincia de Caylloma; por el Sur y por el Este con el distrito de Condoroma.

## Historia
El distrito fue creado mediante Ley del 2 de enero de 1857, en el gobierno de Ramón Castilla.

## Capital
La Capital del distrito es el poblado de Ocoruro. La temporada más propicia para la visita de turismo es de abril a octubre.

## Autoridades

### Municipales
- 2023 - 2026[1]
  - Alcalde: Raúl Yauli Chuctaya, de Partido Democrático Somos Perú.
  - Regidores:

  1. Leonidas Ollachica Chacca (Partido Democrático Somos Perú)
  2. Margareth Ilachoque Chuctaya (Partido Democrático Somos Perú)
  3. Fernando Céspedes Soncco (Partido Democrático Somos Perú)
  4. Margarita Ccahuana LLaique (Partido Democrático Somos Perú)
  5. José Ilachoque Pallani (Partido Frente de la Esperanza)

Alcaldes anteriores
- 2019-2022: Adolfo Alfredo Huarza Minauro
- 2011-2014: Raúl Huarza Pilco, del Movimiento Regional Tierra Y Libertad
- 2007-2010: Adolfo Alfredo Huarza Minauro.

## Festividades
- 8 de diciembre: Inmaculada Concepción
- 16 de julio: Virgen del Carmen
- 2 de enero: Aniversario